# Мечкин Камен
Мечкин Камен је положај три километра јужно од Крушева у Републици Македонији, гдје је 12. августа 1903. дошло до битке између македонских устаника и Турака током Илинданског устанка.
Приликом турске офанзиве, било је несугласица око тога да ли Крушево треба бранити или не. Послије одлуке о одбрани, војвода Питу Гули са још 370 људи је посјео положаје на Мечкином Камену. Турске снаге су бројале 4000 људи под командом Бахтијар-паше. Пред надмоћним снагама, устаници су се повукли, али не и Питу Гули са својим људима, које је подијелио у 9 група по шанчевима.
Тешке борбе су вођене читав дан, Турци су нападали у таласима. Напослијетку се прешло на борбе ножевима, и скоро сви устаници су храбро изгинули. По заузимању Мечкиног Камена, Турци су ушли у само Крушево.

## Координате
- 41° 20′ 16″ N 21° 15′ 28″ E / 41.33778° С; 21.25778° И